# Ridge Racer Type 4
A kizárólag PlayStationre megjelent Ridge Racer Type 4 (Európán kívül: R4: Ridge Racer Type 4) című autóversenyes játék a 4. része a Ridge Racer sorozatnak. A korábbi részekkel ellentétben ez az epizód kizárólag otthoni konzolokon elérhető, játéktermekben nem jelent meg. 8 pályát és 321 fiktív autót tartalmaz. A konzolon az első játékok egyike volt, amely a gouraud-árnyalás effektet használta. Ez az első Ridge Racer játék a Sony rendszerén, amelyben elérhető az osztottképernyős, két játékos mód.

## A játékról

### Játékmenet
Az egyjátékos mód központi eleme a "Grand Prix", ahol a játékosok egy teljes évadot versenyezhetnek végig a "Real Racing Roots '99" nevű bajnokságon. A Grand Prix 4 szakaszra osztható. Tartalmaz: 2 kvalifikációs versenyt, 2 negyeddöntős versenyt, 3 elődöntős versenyt és végül egy döntőt, ami 1999 szilveszter éjszakájára esik. A szakaszok között - a teljesítménytől függően - újabb, gyorsabb autók autókat kap a versenyző. Ahhoz, hogy az összes autó elérhető legyen a játékban, az összes csapattal és minden gyártó autójával kell az összes lehetséges eredményt elérnünk. Ezzel a megoldással sikerült a játékidőt hosszúra nyújtani. Egy Grand Prix végigjátszása - feltételezve az állandó első helyen való befutást - kb 45-50 perc.
Az RRT 4-ben két vezetési modell van. A driftelős, ami a klasszikus Ridge Racer játékmenetre épít. Itt felülkormányozottak az autók, ezért könnyen megcsúsznak a kanyarokban. A tapadós (grip) modell realisztikusabb, nagyobb szerepet kap a fék használata, az autók ritkábban csúsznak meg. Összesen 8 pálya közül lehet választani.

### Csapatok és autók
4 csapat közül lehet választani, mindegyiknél más karakter vezeti végig a játékost a történeten. A futamok között értékelik az elért eredményeket. A csapatoknak egyedi háttértörténettel rendelkeznek.
- Dig Racing Team: Régi bajnok csapat, vezetőjük Robert Chrisman. Az utóbbi időkben nehézségeken estek át, ezért az amerikai hátterük csökkentette a támogatást. A csapat egyik erőssége a magas fokú tuningolás, az ő autóikat a legnehezebb vezetni.
- Pac Racing Club: A legkésőbb belépő csapat a Real Racing Roots '99 bajnokságba. Japán nemzetiségűek, vezetőjük Jazaki Shindzsi. Autóik állnak a legközelebb a standard járművekhez, visszafogott teljesítményüknek köszönhetően. Ideális a közepes tudású játékosoknak.
- Racing Team Solvalou: Egy olasz, elit csapat. Vezetőjük karizmatikus személy Enki Gilbert, jelenleg ő uralja a bajnokságot. A játék leggyorsabb autóit birtokolják.
- R.C Micro Mouse Mappy: Francia csapat egy új vezetővel, Sophie Chevalierel, aki beteg édesapját váltotta az idényben. Ideális választás kezdőknek. Autóik gyorsak és könnyen irányíthatóak. Különlegességük, hogy a csapat központja egy garázs.

4 gyártó autói közül lehet választani. Ezeket még kiegészíti egy különleges jármű.
- Age Solo: A francia gyártó autóinak közös tulajdonsága a kompakt kialakítás és a jó kerék tapadás. Az Ecureil szupersportautóval nagy sebességgel is könnyen vehetők be a kanyarok. A gyártó autói: Prophetie (hasonlít a Mazda MX-5-re), Dirigeant, Bataille, Megere, Antilope, Averse, Licorne, Sorciere, Supernova és az Ecureuil
- Lizard: Amerikai gyártó, könnyen driftelős autókkal, extravagáns kialakítással. A Nightmare szupersportautó - a korábbi játékokban a "Devil 13" - hajmeresztő sebességre képes. Lizard autók: Bonfire, Detector, Wisdom, Officer, Colleague, Comrade, Ignition, Tamer, Cataract, Reckless és  a Nightmare.
- Assoluto: Egy olasz gyártó, melynek autói karcsúak, áramvonalas kialakításuk révén ideálisak a driftelésre. Lebegő Vulcano névre hallgató különleges járművük éles kanyarokban sem veszt sokat a sebességéből. A gyártó autói: Promessa (hasonlít a Toyota MR2-re), Bisonte, Regalo, Fatalita (hasonlít a Nissan Skyline GT-R R34-re), Rondine, Cavaliere, Infinito, Aquila, Estasi, Squalo és a Vulcano.
- Terrazi: Japán gyártó, stílusos és minimalista megjelenéssel, melyeknek jó a tapadásuk. Az Utopia névre keresztelt prototípusuk a játék leggyorsabb autója. A Terrazi autói: Ambitious, Troop, Rumor, Wildboar, Capital, Cowboy, Starlight, Decision, Terrific, Destroyer és az Utopia.
- Pac-Man: Amennyiben az összes autót megnyeri a játékos, jutalma a 321. autó, ami úgy néz ki mint Pac-Man.

### Pályák
A játéknak 8 pályája van, ebből 6 közös szakaszokkal rendelkezik. A pályák a Grand Prix módnál megjelenő sorrendben, az otthont adó városokkal:
1. szakasz
- Helter-Skelter - Jokohama;
- Wonderhill - Fukuoka;

2. szakasz
- Edge of the Earth - New York;
- Out of Blue - Jokohama. A célegyenes közös a Helter-Skelterrel;

Döntő szakasz
- Phantomile - Jokohama;
- Brightnest Nite - New York. A repülőtéri célegyenes közös az Edge of Earthel;
- Heaven and Hell - Fukuoka. A pálya fele közös a Wonderhillel
- Shooting Hoops - Los Angeles

Ha a játékos egyszer megnyeri a Grand Prixet, akkor elérhető lesz normál és visszairányba minden pálya az aktivált multiplayer (többjátékos) és az idő elleni (time attack) módokban.